# Ν
Ν, ν（ニュー、古代ギリシア語: νῦ、ギリシア語: νι / νυ ニ、英: nu）は、ギリシア語アルファベット第13字母で数価は 50。音価 /n/。現代語では ντ は語頭においては [d],語中では [nd] をあらわす。ラテンアルファベットのN、キリル文字のН、Њはこの文字に由来する。

## 起源
フェニキア文字 𐤍 （ヌーン）に由来する。文字名称はセム語名から最後の「n」を抜いたものにあたる。

## 記号としての用法
小文字の「ν」は、次のものをあらわす記号として使われる。
- 電磁波の周波数（物理学など）
- ニュートリノ（素粒子物理学）
- 動粘度（水理学、流体力学）
- ポアソン比（材料力学）

## 符号位置
| 大文字 | Unicode | JIS X 0213 | 文字参照            | 小文字 | Unicode | JIS X 0213 | 文字参照            | 備考 |
| ------ | ------- | ---------- | ------------------- | ------ | ------- | ---------- | ------------------- | ---- |
| Ν      | U+039D  | 1-6-13     | &Nu; &#x39D; &#925; | ν      | U+03BD  | 1-6-45     | &nu; &#x3BD; &#957; |      |